# Municipio de Salt River (condado de Randolph)
El municipio de Salt River (en inglés: Salt River Township) es un municipio ubicado en el condado de Randolph en el estado estadounidense de Misuri. En el año 2010 tenía una población de 383 habitantes y una densidad poblacional de 4,64 personas por km².

## Geografía
El municipio de Salt River se encuentra ubicado en las coordenadas 39°33′49″N 92°20′54″O / 39.56361, -92.34833. Según la Oficina del Censo de los Estados Unidos, el municipio tiene una superficie total de 82.51 km², de la cual 82,43 km² corresponden a tierra firme y (0,1 %) 0,08 km² es agua.

## Demografía
Según el censo de 2010, había 383 personas residiendo en el municipio de Salt River. La densidad de población era de 4,64 hab./km². De los 383 habitantes, el municipio de Salt River estaba compuesto por el 99,22 % blancos, el 0,26 % eran afroamericanos y el 0,52 % eran de una mezcla de razas. Del total de la población el 0 % eran hispanos o latinos de cualquier raza.